# Colm Tóibín
Colm Tóibín (AFI: ˈkɔl̪ˠəmˠ t̪ˠoːˈbʲiːnʲ) (Enniscorthy, 30 maggio 1955) è uno scrittore e critico letterario irlandese pluripremiato, nonché noto autore LGBT.

## Biografia
Nato secondogenito a Enniscorthy, nella parte sud-orientale dell'Irlanda, suo nonno Patrick è stato membro dell'IRA (Irish Republican Army) e nel 1916 aveva preso parte alle rivolte anti-britanniche di Enniscorthy. Successivamente catturato e costretto in un carcere del Galles, poi venne rilasciato e poté tornare in Patria. Tóibín ha frequentato il prestigioso St Peter's College di Wexford - che in Italia corrisponde più o meno ad un collegio scolastico - dal 1970 al 1972, poi è andato alla University College Dublin, a Dublino, dove si è laureato nel 1975.
Appena laureatosi, si è recato a Barcellona, dove ha preso spunti per The South (Il Sud), il suo primo romanzo, durante il Governo di Francisco Franco. Nel 1990, inoltre, ha scritto un saggio dal titolo Homage to Barcelona (Omaggio a Barcellona). Poi è dovuto ritornare in Irlanda nel 1978: aveva deciso, dunque, di continuare gli studi. Tuttavia li ha lasciati per intraprendere la carriera di giornalista, che lo ha tenuto impegnato per quasi tutti gli anni ottanta. Ha collaborato soprattutto con il giornale Magill, vicino al centro-sinistra, occupandosi ora di Politica ora di Letteratura. Tuttavia, nel 1985 ha deciso di licenziarsi.
Il suo secondo romanzo è stato The Heather Blazing (Fuochi in lontananza), vincitore dell'Encore Award nel 1993, e a questo sono succeduti The Story of the Night (La storia della notte), storia con tematiche LGBT ambientata nell'Argentina degli anni ottanta, pubblicato nel 1996 e The Blackwater Lightship nel 1999. Quest'ultimo romanzo è stato selezionato per il Man Booker Prize. Il quinto è stato The Master, ispirato dalla vita dello scrittore statunitense Henry James, nel 2004. Nel 2006 è stata pubblicata la sua prima raccolta di racconti: Mothers and Sons (Madri e Figli), contenente in tutto nove "short stories" (racconto in lingua inglese). Quest'ultima opera è stata particolarmente apprezzata da critici quali il britannico Pico Iyer, scrittore per il The New York Times.
Ispirato alla storia dell'Irlanda del Nord è invece Bad Blood: A Walk Along the Irish Border (Pessimo sangue: Una camminata lungo il confine irlandese), pubblicato nel 1994 e ripreso dall'originale versione del 1987. Altra opera conosciuta è The Sign of the Cross (Il segno della croce), una serie di riflessioni sul Cristianesimo fatte durante la settimana santa trascorsa in Polonia, a Siviglia (Spagna), nella Baviera (Germania), a Roma e nei Balcani, dopo visite nelle post-comuniste Estonia e Lituania e in Scozia.
Come giornalista, ha continuato anche negli anni novanta, sia in Irlanda sia altrove, conquistandosi anche la fama di ottimo critico letterario. Ha scritto articoli sul poeta connazionale Paul Durcan e sulla drammaturga Lady Gregory - in realtà Lady Gregory Isabella Augusta, sulla quale ha steso un saggio intitolato Lady Gregory's Toothbrush (Lo spazzolino da denti di Lady Gregory) nel 2002. Per il romanzo Brooklyn, infine, nel 2010, valido per il 2009, gli è stato conferito il prestigioso Costa Book Awards: lo hanno preferito a Penelope Lively e Hilary Mantel.
Attualmente è membro dell'Aosdána - associazione irlandese di persone che si sono distinte nelle Arti -, professore di due università prestigiose - la Stanford University e la University of Texas at Austin - e conferenziere occasionale per il Boston College e la privata New York University. Nel 2008 ha ricevuto il dottorato in Lettere dalla University of Ulster.
Tóibín ha apertamente dichiarato di essere omosessuale e nei suoi romanzi è evidente l'interesse per il mondo LGBT, per la sua storia e per il suo futuro. Nelle sue opere cerca di dimostrare che l'omosessualità è una cosa naturale e che non è necessariamente in contrasto con tradizioni e religione. «D'altronde, livello sessuale a parte, non ci sono molte altre differenze», ha fatto notare.

## Opere

### Romanzi
- Sud (The South, 1990), trad. di Laura Pelaschiar, Collana Le strade n.24, Roma, Fazi, 1999, ISBN 978-88-811-2105-2.
- Fuochi in lontananza (The Heather Blazing, 1992), trad. di Ada Arduini, Collana Le strade n.144, Roma, Fazi, 2008, ISBN 978-88-811-2975-1.
- Storia della notte (The Story of the Night, 1996), trad. di Laura Pelaschiar, Collana Le strade n.39, Roma, Fazi, 2000, ISBN 978-88-811-2153-3.
- Il faro di Blackwater (The Blackwater Lightship, 1999), trad. di Laura Pelaschiar, Collana Le strade n.52, Roma, Fazi, 2002, ISBN 978-88-811-2314-8.
- The Master (2004), trad. di Maurizio Bartocci, Collana Le strade n.86, Roma, Fazi, 2004, ISBN 978-88-811-2580-7.
- Brooklyn (Brooklyn, Dublin, 2009), trad. di Vincenzo Vega, Collana Narrativa straniera, Milano, Bompiani, 2009, ISBN 978-88-452-6280-7; Collana ET Scrittori, Torino, Einaudi, 2019, ISBN 978-88-062-3953-4.
- Il testamento di Maria (The Testament of Mary, 2012), trad. di A. Pezzotta, Collana Narrativa straniera, Milano, Bompiani, 2014, ISBN 978-88-452-7554-8.
- Nora Webster (Nora Webster, 2014), trad. di A. Pezzotta, Collana Narrativa straniera, Milano, Bompiani, 2016, ISBN 978-88-452-8081-8.
- La casa dei nomi (House of Names, 2017), traduzione di Giovanna Granato, Collana Supercoralli, Torino, Einaudi, 2018, ISBN 978-88-062-3578-9.
- Il Mago (The Magician, 2021), traduzione di Giovanna Granato, Collana Supercoralli, Torino, Einaudi, 2023, ISBN 978-88-062-5153-6.
- Long Island (Long Island, 2024), traduzione di Giovanna Granato, Collana Supercoralli, Torino, Einaudi, 2025, ISBN 978-88-062-6199-3.

### Raccolte di racconti
- Madri e figli (Mothers and Sons, 2006), trad. di Gioia Guerzoni e Ada Arduini, Collana Le strade n.131, Roma, Fazi, 2007, ISBN 978-88-811-2836-5.
- La famiglia vuota (The Empty Family, 2010), trad. di A. Silvestri, Collana Narrativa straniera, Milano, Bompiani, 2012, ISBN 978-88-452-6943-1.

#### Racconti
- "Barcelona, 1975", in The Dublin Review, 2005.
- "One Minus One", in The New Yorker, 2007.
- "Summer of '38", in The New Yorker, 2013.
- "Sleep", in The New Yorker, 2015.

### Saggistica
- Walking Along the Border (1987); col titolo Bad Blood: A Walk Along the Irish Border, 1994
- Martyrs and Metaphors (1987)
- The Trial of the Generals: Selected Journalism, 1980–1990, Dublin: Raven Arts Press, 1990, ISBN 978-1-85186-081-4
- Omaggio a Barcellona (Homage to Barcelona, 1990), trad. di Gina Maneri, Serra e Riva, 1991, ISBN 978-88-779-8053-3.
- Dubliners (1990)
- The Sign of the Cross: Travels in Catholic Europe (1994)
- The Modern Library: The Two Hundred Best Novels in English Since 1950 (1999), scritto con Carmel Callil
- Amore in un tempo oscuro. Vite gay da Wilde ad Almodovar (Love in a Dark Time: Gay Lives From Wilde to Almodovar, 2002), trad. di Pietro Meneghelli, Collana Le terre n.55, Roma, Fazi, 2003, ISBN 978-88-811-2441-1.
- Lady Gregory's Lightship (2002)
- Lady Gregory's Toothbrush, University of Wisconsin Press, 2002, ISBN 978-0-299-18000-3.
- Gregor Schneider-Andrew O'Hagan-C. Tóibín, Die Familie Schneider, Artangel, 2004, ISBN 978-3-86521-236-8.
- The Use of Reason, Picador, 2006, ISBN 978-0-330-44573-3.
- Sean Scully: Walls of Aran, Thames & Hudson, 2007, ISBN 978-0-500-54339-9.
- A Guest at the Feast. A Memoir, Penguin, 2011, ISBN 978-0-241-96229-9.
- New Ways to Kill Your Mother: Writers and their Families, Penguin, 2012, ISBN 978-1-4516-6855-1.
- On Elizabeth Bishop, Princeton University Press, 2015, ISBN 978-06-911-5411-4.
- Mad, Bad, Dangerous to Know: The Fathers of Wilde, Yeats, and Joyce, Scribner, 2018, ISBN 978-14-767-8517-2.
- A Guest at the Feast: Essays, Viking, 2022, ISBN 978-02-410-0463-0.
- "Freud and the Writers", in On the Couch: Writers Analyze Sigmund Freud, a cura di Andrew Blauner, Princeton and Oxford: Princeton University Press, 2024, ISBN 978-06-912-4243-9.
- On James Baldwin, Brandeis University Press, 2024.

### Curatele
- The Guinness Book of Ireland (1995)
- The Kilfenora Teaboy: A Study of Paul Durcan (1996)
- The Penguin Book of Irish Fiction (1999)